# Trichogramma pratti
Trichogramma pratti är en stekelart som beskrevs av Pinto 1999. Trichogramma pratti ingår i släktet Trichogramma och familjen hårstrimsteklar. Inga underarter finns listade i Catalogue of Life.